# Биволари (Ботошани)
Биволари (рум. Bivolari) насеље је у Румунији у округу Ботошани у општини Добарчени. Oпштина се налази на надморској висини од 176 m.

## Становништво
Према подацима из 2002. године у насељу је живело 202 становника, од којих су сви румунске националности.